# Крюковский вагоностроительный завод
Крюковский вагоностроительный завод — украинское машиностроительное предприятие в городе Кременчуг (Украина, Полтавская область), производитель транспортных средств, в том числе подвижного железнодорожного состава.

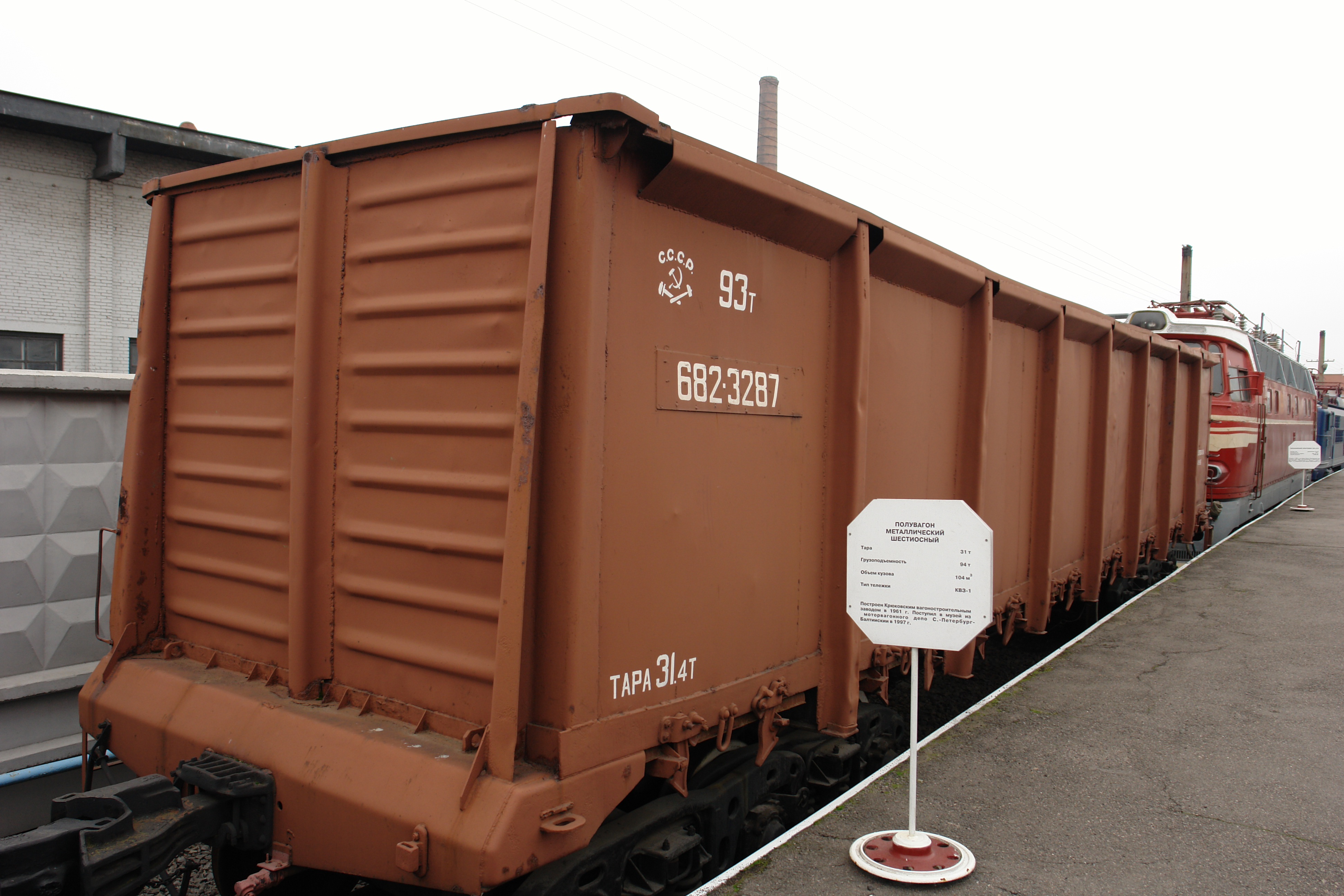
Полувагон постройки КВСЗ в Центральном музее Октябрьской железной дороги

## История
В ходе индустриализации СССР завод был реконструирован по проекту проектного института «Гипротракторосельхозмаш».
В 1954 году на предприятии было создано головное конструкторское бюро по созданию инженерной десантно-переправочной техники в СССР. Его первой самостоятельной машиной был гусеничный самоходный паром ГСП-55. Позднее здесь был разработан плавающий прицеп к транспортёру-амфибии ПТС-65, серия паромно-мостовых машин ПММ-1, ПММ-2 и ПММ-2М и иные образцы (всего до конца ноября 2011 года были разработаны более 20 изделий инженерной техники и машин различного назначения).
В августе 2001 года завод выпустил первый пассажирский вагон.
В 2002 году был освоен промышленный выпуск пассажирских вагонов для Украинских железных дорог, в результате завод стал базовым предприятием по их производству.
12 июля 2002 года заводом был выпущен первый скоростной поезд украинского производства («Столичный экспресс»).
В 2003 году началось проектирование украинского поезда метро, а в 2005 году — производство первого головного и промежуточного вагонов. В январе 2006 года первый состав метро был построен и начались его испытания. 20 января 2009 года поезд поступил в опытную эксплуатацию в Киевском метрополитене. 22 марта 2010 года в Киев был поставлен первый серийный поезд метро.
Кроме того, завод освоил производство эскалаторов (в 2004 году 4 шт. установили на станции «Сырец» Киевского метрополитена).
22 февраля и 3 марта 2012 года на заводе имели место пожары, в результате были уменьшены запланированные показатели выпуска вагонов
В январе 2012 года заводом был достроен и 2 апреля 2012 — направлен в опытную эксплуатацию экспериментальный скоростной электропоезд ЕКр1-001.
В марте 2013 года завод заключил контракт на модернизацию вагонов Киевского метро. Предполагалось модернизировать 95 вагонов 1980-х годов выпуска с целью продления срока службы и увеличения их пассажировместимости на 20 %.
2 апреля 2013 заводом был достроен и направлен в опытную эксплуатацию экспериментальный скоростной электропоезд ЕКр1-002, 5 апреля 2013 скоростные поезда ЭКр1-001 и ЭКр1-002 производства Крюковского вагоностроительного завода получили разрешение на эксплуатацию
В июле 2013 заводом был освоен ремонт скоростных поездов «Hyundai»
Также, в 2009—2013 гг. «Крюковский вагоностроительный завод» разработал и изготовил минный заградитель И-52 на базе МТ-ЛБу (который поступил в 12-й инженерный полк вооружённых сил Украины).
В начале сентября 2013 завод сократил рабочую неделю с пяти до трёх дней в связи с отсутствием спроса на продукцию завода. В этот же день руководство предприятия объявило о намерении сократить 500 работников.
25 сентября 2013 Россия приостановила действие сертификатов на 13 типов вагонов, которые выпускал завод и прекратила их закупки
В 2013 году завод выпустил 5316 вагонов и сократил чистую прибыль в 2,3 раза по сравнению с 2012 годом (с 781,59 млн гривен до 339,38 млн гривен).
В начале февраля 2014 Крюковский вагоностроительный завод и Кировский завод (Российская Федерация) создали совместное предприятие по производству эскалаторов для метрополитена и рельсового транспорта
С начала 2014 предприятие стало работать 2—3 дня в неделю, в январе-апреле 2014 производство пассажирских вагонов было прекращено, а производство товарных вагонов уменьшилось до 461 шт.
25 марта 2014 председатель правления Крюковского вагоностроительного завода Евгений Хворост выступил с заявлением, что в случае выхода Украины из СНГ продукция украинских вагоностроителей окажется неконкурентоспособной.
25 апреля 2014 завод завершил строительство первого дизель-поезда (40 % комплектующих дизель-поезда были импортными, и в 2015 году завод поставил задачу сократить количество импортных комплектующих в конструкции поезда).
17 июня 2014 отправил «Украинской железнодорожной скоростной компании» два девятивагонных скоростных межрегиональных электропоезда двойного питания «Крюковский экспресс», построенных заводом, однако в начале июля один электропоезд был возвращён на завод для осуществления замены преобразователей системы электропитания, так как в ходе эксплуатации поезда в них были выявлены неполадки.
В январе-сентябре 2014 завод выпустил 1952 грузовых и ни одного пассажирского вагона, всего в 2014 году завод выпустил 2406 вагонов (из которых только один был пассажирским). В результате завод завершил деятельность в 2014 году с убытками в размере 357,57 млн гривен
9 февраля 2015 года министр экономики и торговли Украины А. Абромавичус сообщил, что производство военной техники на заводе может быть возобновлено.
В марте 2015 завод получил контракт на ремонт 50 вагонов для киевского метро (общая сумма контракта составляет 1,02 млрд гривен)
3 июля 2015 завод представил передвижной банно-прачечный комбинат МБПК (на шасси КрАЗ-255 с прицепом НефАЗ), выпуск которых планируется начать для вооружённых сил Украины.

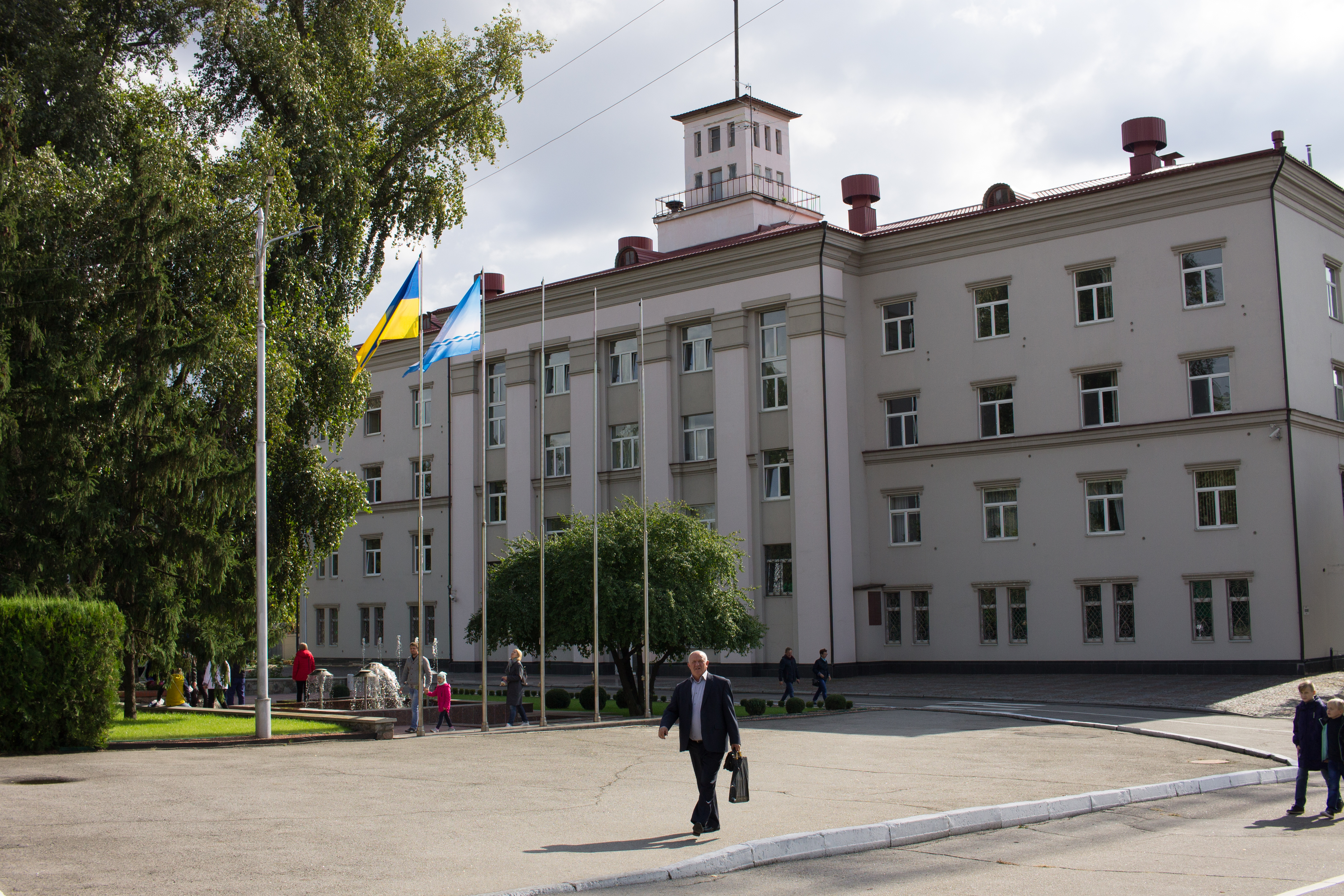
Главное управление Крюковского вагоностроительного завода

В январе-июле 2015 завод выпустил 246 вагонов.
В начале августа 2015 заводу выделили 2,424 млн гривен на ремонт 40 единиц военной техники для украинской армии. Кроме того, 21 августа 2015 завод достроил и передал в Харьковский метрополитен поезд метро из пяти вагонов.
4 августа 2015 глава правления завода А. Шабала заявил, что Россия отказалась продлить ранее выданные сертификаты на продукцию. Таким образом, фактически, российский рынок вновь оказался закрытым для завода.
В 2016 году на шасси грузовика КрАЗ-5233НЕ с укороченной до 4 м колёсной базой завод разработал для украинской армии модернизированный вариант полковой землеройной машины ПЗМ-3, получивший наименование ПЗМ-3-01.
В 2018 году завод подписал соглашение с американской компанией "GE Transportation" (структурным подразделением "General Electric") о локализации производства 30 локомотивов TE33A серии Evolution (степень локализации этих 30 локомотивов за счёт компонентов украинского производства должна составить 10%).

## Выпускаемая продукция

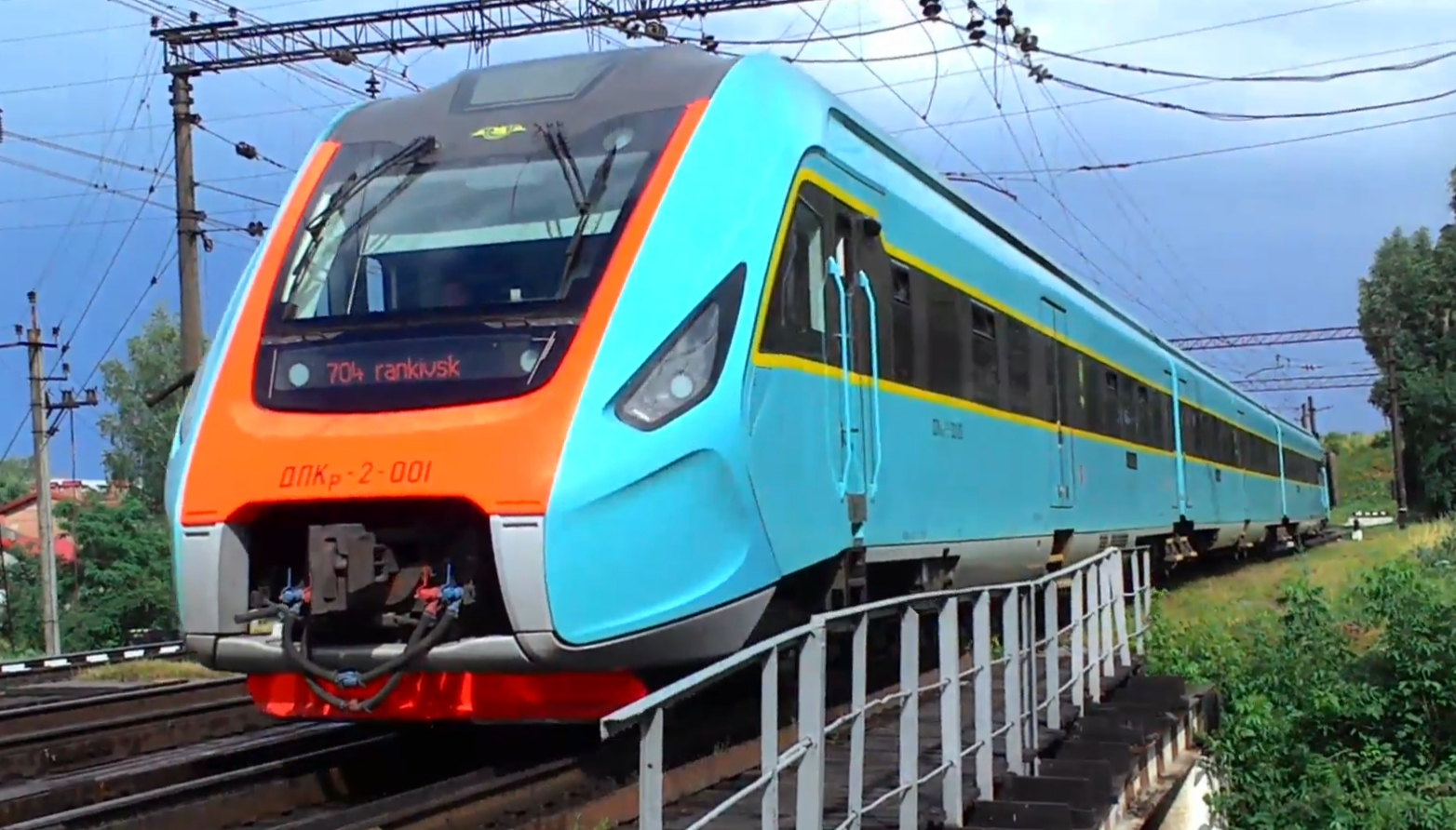
Региональный экспресс ДПКр2

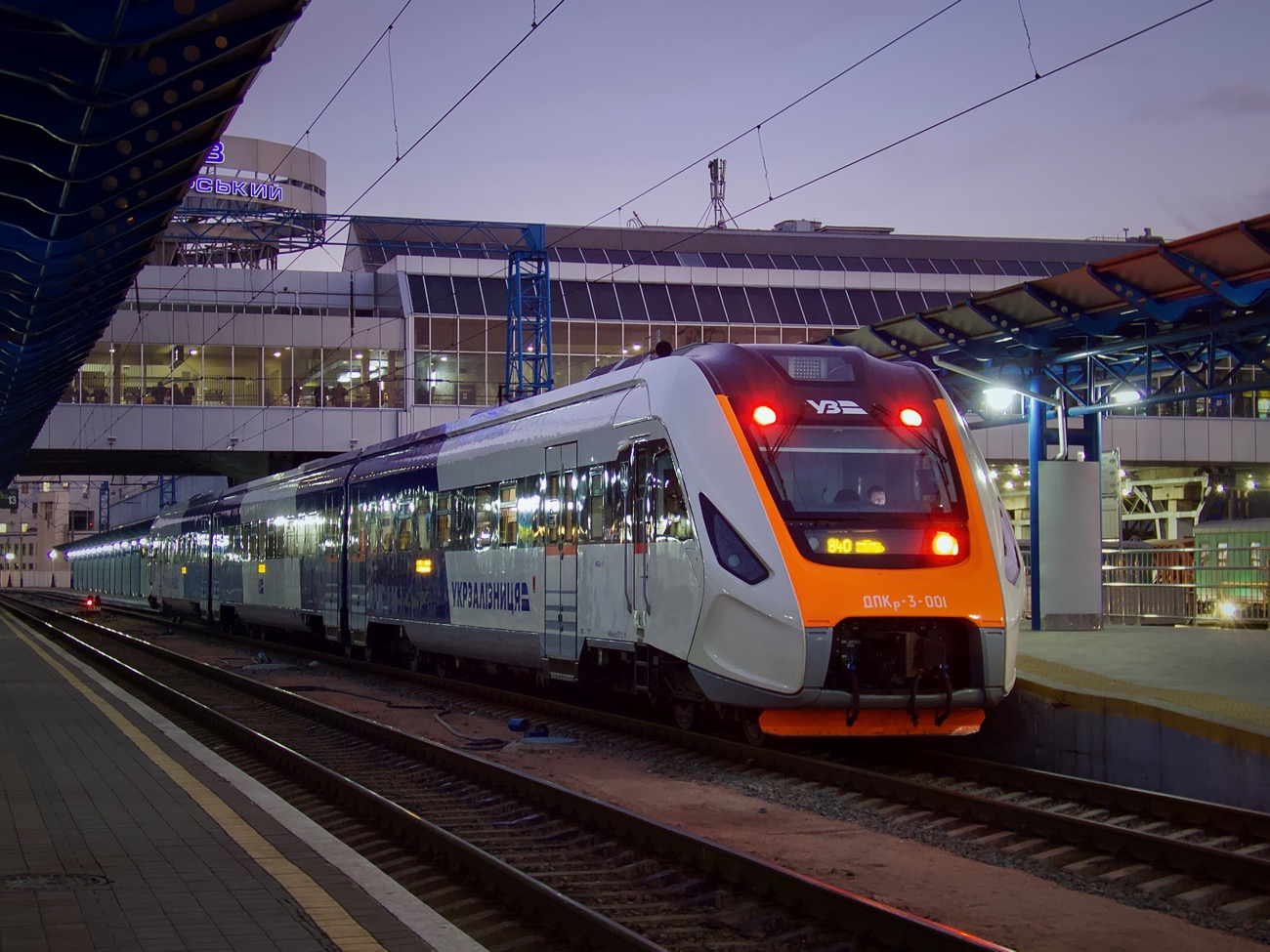
Региональный экспресс ДПКр3

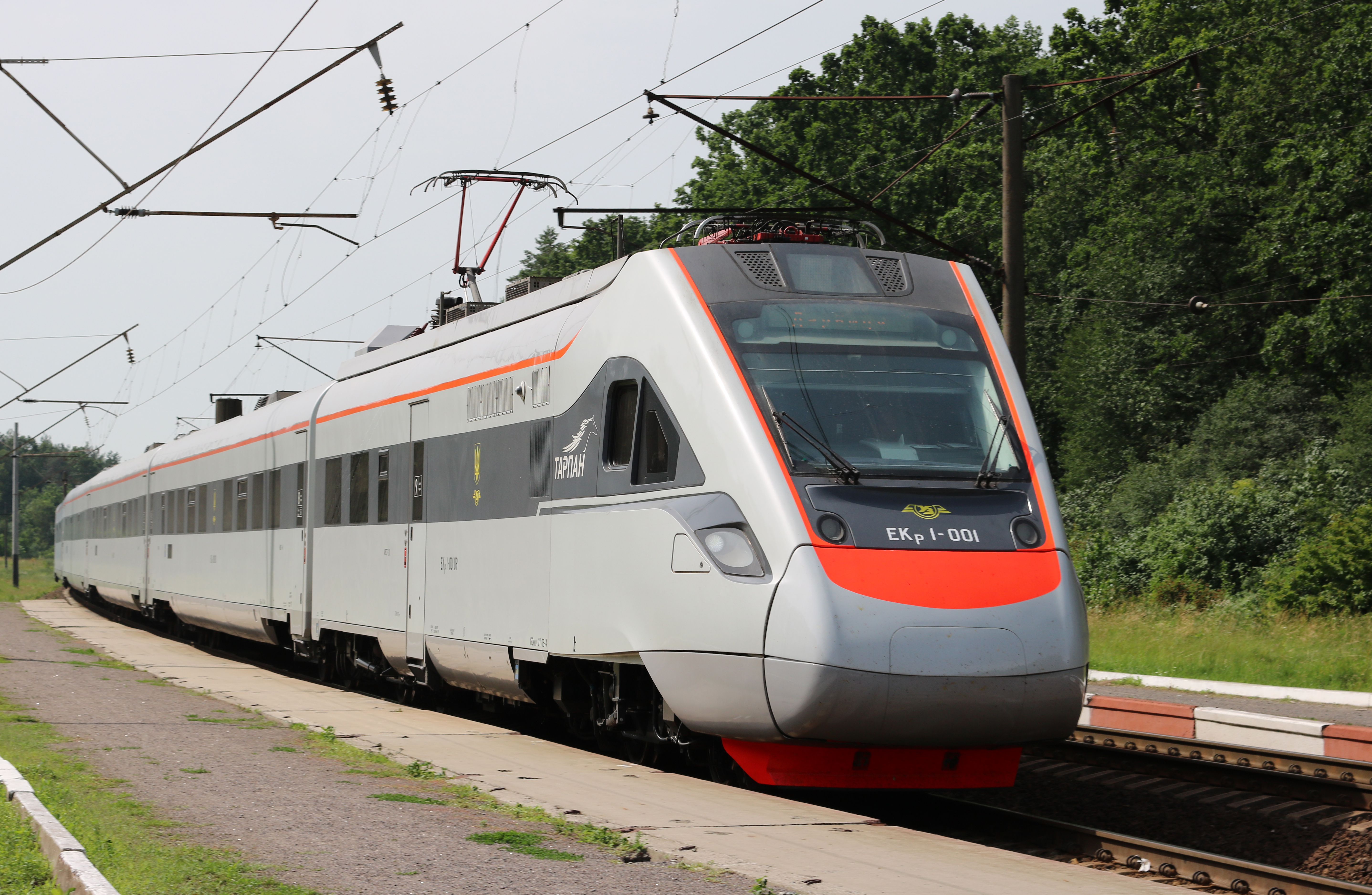
Межрегиональный скоростной электропоезд ЭКр1 «Тарпан»

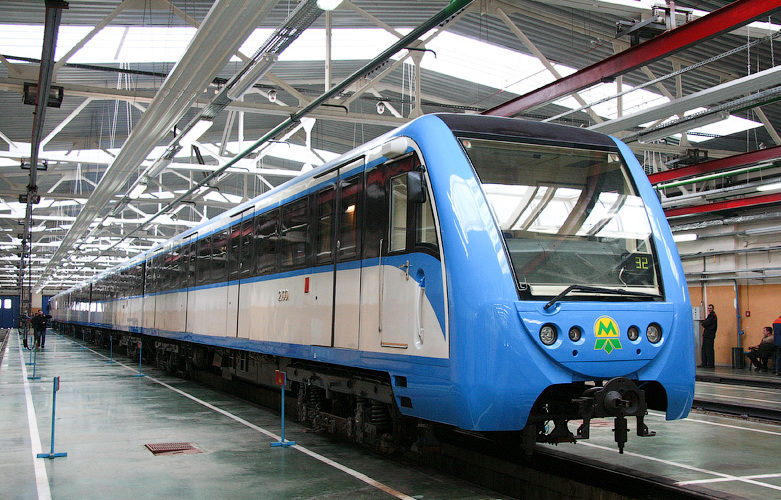
Вагон метро 81-7021/7022

Продукция сертифицирована по стандартам качества ISO 9001 и IRIS.

### Электропоезда и дизель-поезда
- Дизель-поезд ДПКр2
- Дизель-поезд ДПКр3
- Электропоезд ЭКр 1

### Грузовые вагоны
- Полувагоны
- Бункерные и специализированные вагоны
- Вагон
- Крытые вагоны
- Вагон-цистерны
- Тележки, колесные пары, запасные части

### Пассажирские вагоны
- Скоростной поезд локомотивной тяги постоянного формирования
- Пассажирское вагоностроение
- Пассажирские вагоны серии 779
- Пассажирские вагоны серии 788
- Тележки, колесные пары, запасные части

### Поезда метро
- 81-7021/7022
- 81-7036/7037
- Е-КМ
- Тележки, колесные пары, рамы тележек метро, запасные части
- Эскалаторы (поэтажные, тоннельные)

### Машиностроение
- Автогрейдеры
Специальная инженерная техника: минный заградитель, самоходный паром
- Контейнеры роликовые, ковшовые
- Металлоконструкции по индивидуальным заказам

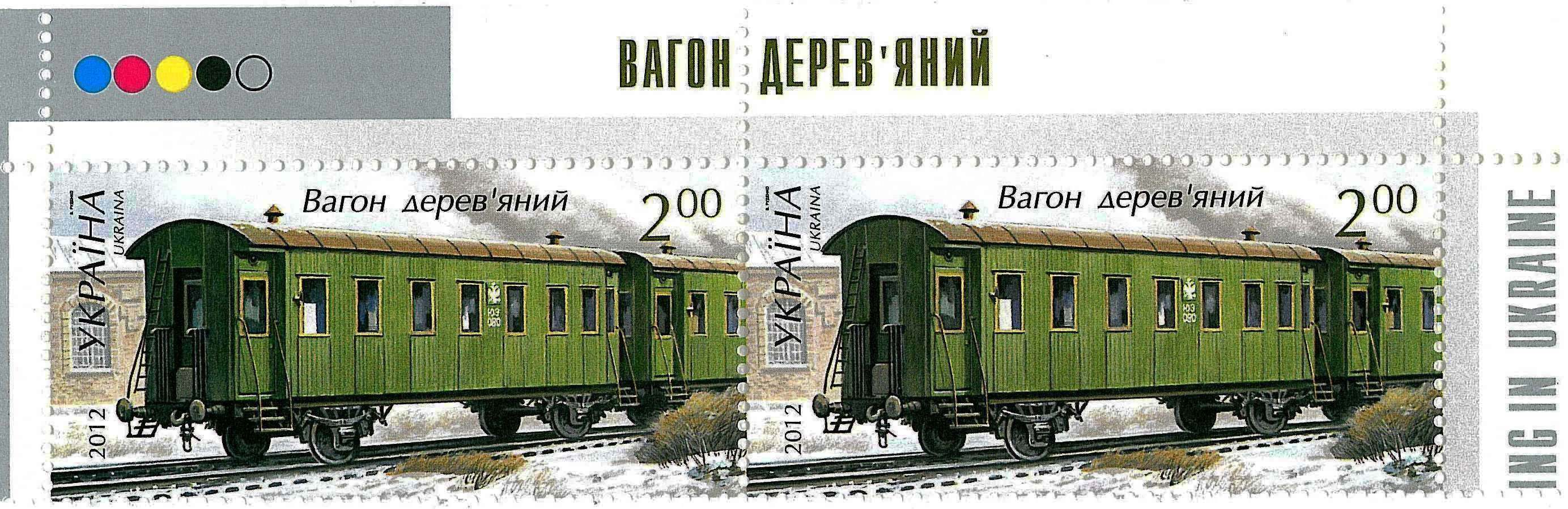
Вагон деревянный
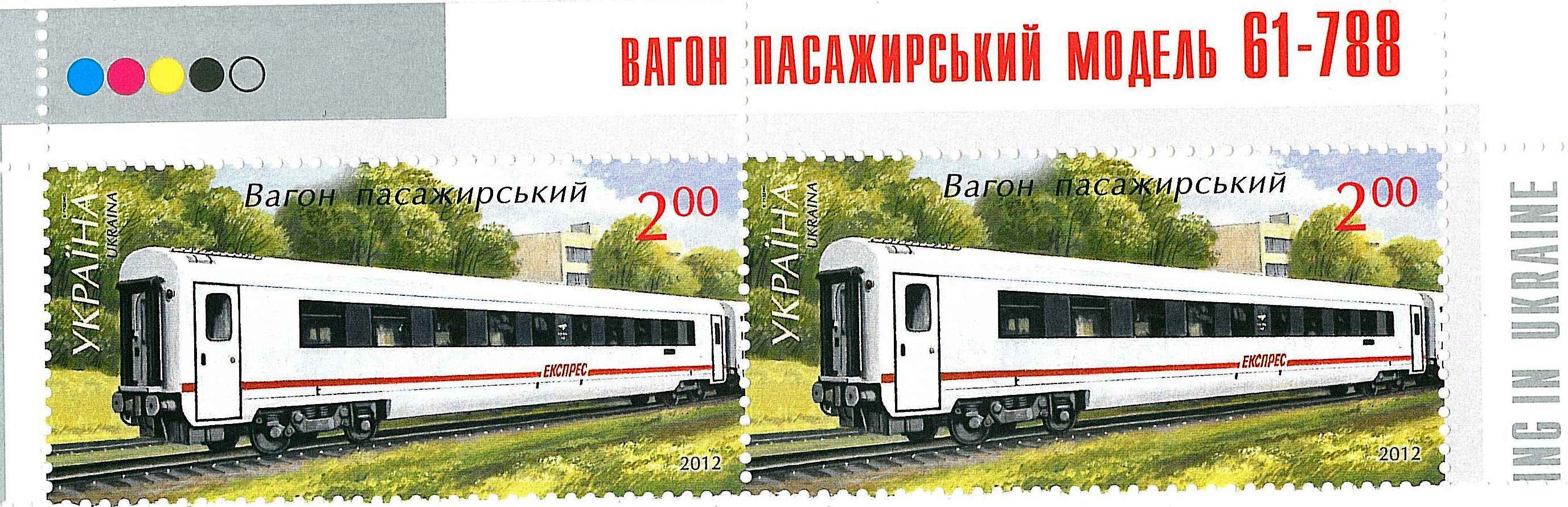
Вагон 61-788
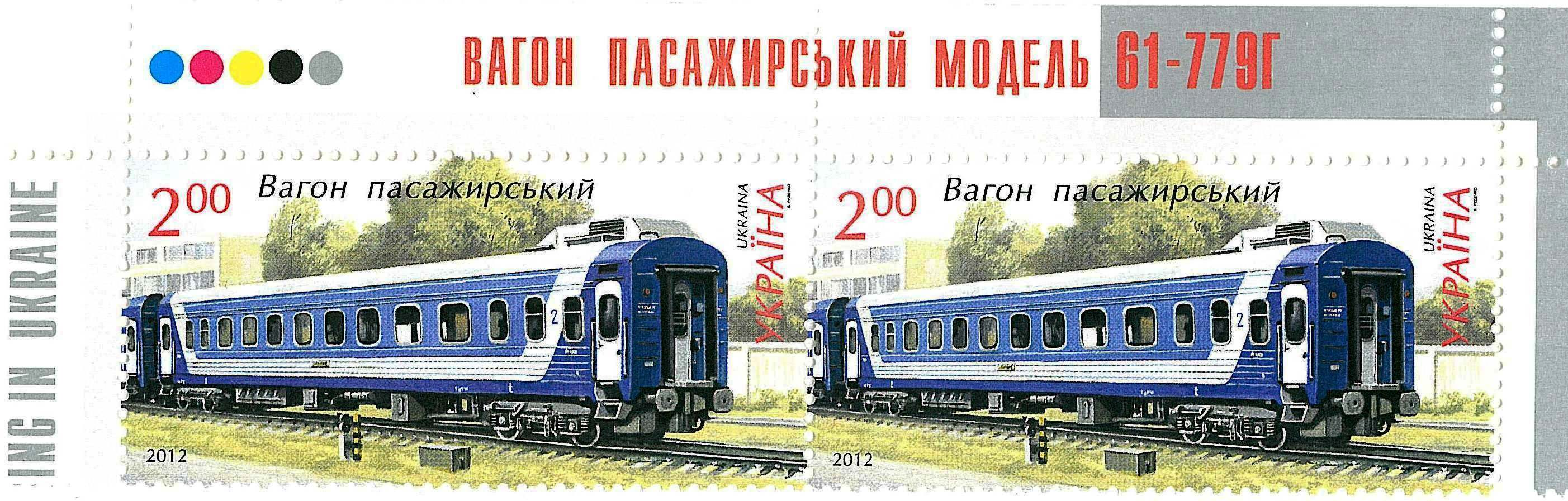
Вагон пассажирский 61-779Г

## Известные сотрудники
- Логвиненко, Николай Афанасьевич (1927—1996) — Герой Социалистического Труда.
- Чередий, Николай Филиппович (1927—1981) — Герой Социалистического Труда.
- Шаповал, Надежда Семёновна (1926—1992) — Герой Социалистического Труда.
- Клочко, Нестор Иосифович — директор в 1930—1939 годах.